# Bildsäulen-Dreiergruppe

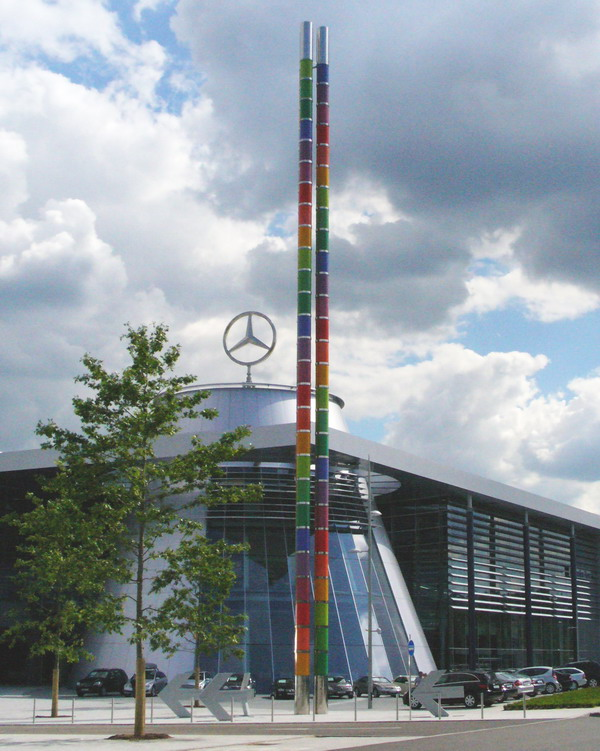
bildsäulen-dreiergruppe vor der Mercedes-Benz Welt in Stuttgart

bildsäulen-dreiergruppe ist eine von Max Bill im Jahr 1989 geschaffene, 32 Meter hohe, dreiteilige Plastik aus Email auf Stahl. Sie gehört zur Mercedes-Benz Art Collection.
Die Farbverläufe folgen einer konstruktiv-mathematischen Gesetzlichkeit, bei der die Zahl Drei zugrunde liegt. Die Farben setzen sich aus dem klassischen neunteiligen Farbkreis (Gelb, Rot und Blau mit je zwei benachbarten Zwischentönen) zusammen. Da jede Säule mit einem anderen Farbwert beginnt, verlaufen die Spektren nicht synchron, sondern im Gegenuhrzeigersinn um jeweils drei Module nach oben verschoben. Bill nutzte als Trennung der Module schmale, silbrig glänzende Stahlbanderolen, damit keine Überlagerung der Farben optisch entsteht.
In ihrem Grundriss nimmt die Skulptur auf den Mercedes-Stern Bezug. Bis Ende April 2006 stand es vor der ehemaligen DaimlerChrysler-Konzernzentrale in Stuttgart-Möhringen. Seit Anfang Mai 2006 steht es nun vor dem Mercedes-Benz Center in Stuttgart-Bad Cannstatt.

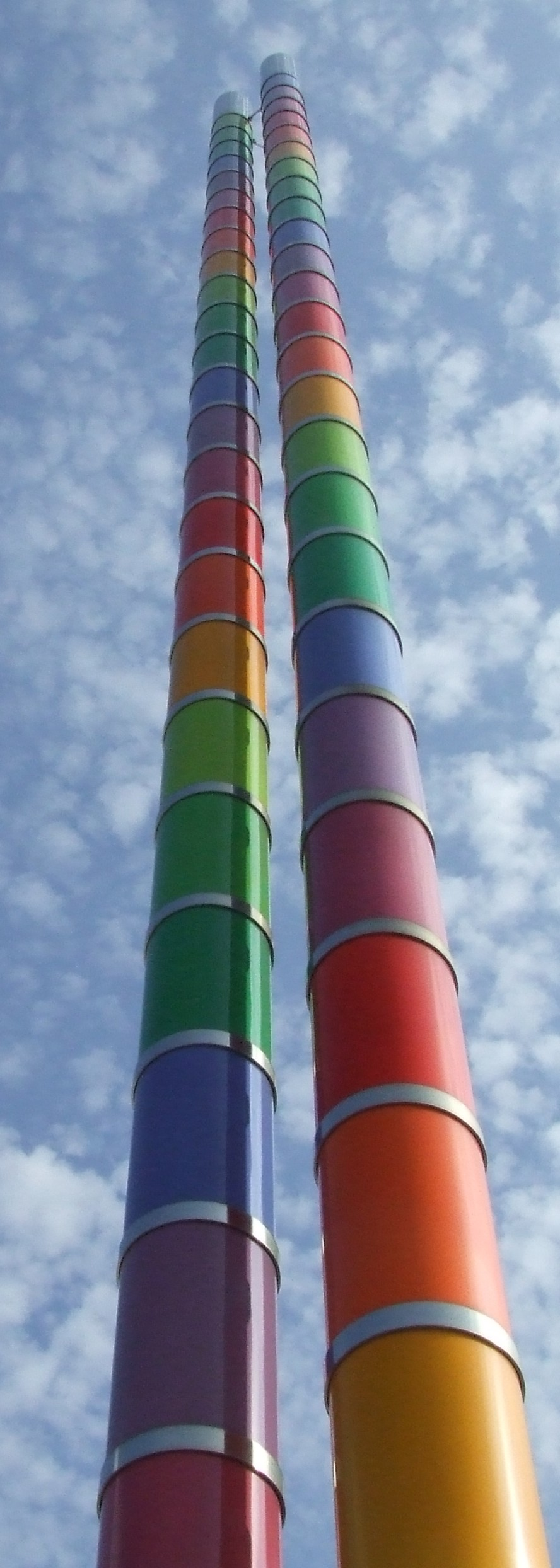
Zwei der drei Säulen aus der Nähe
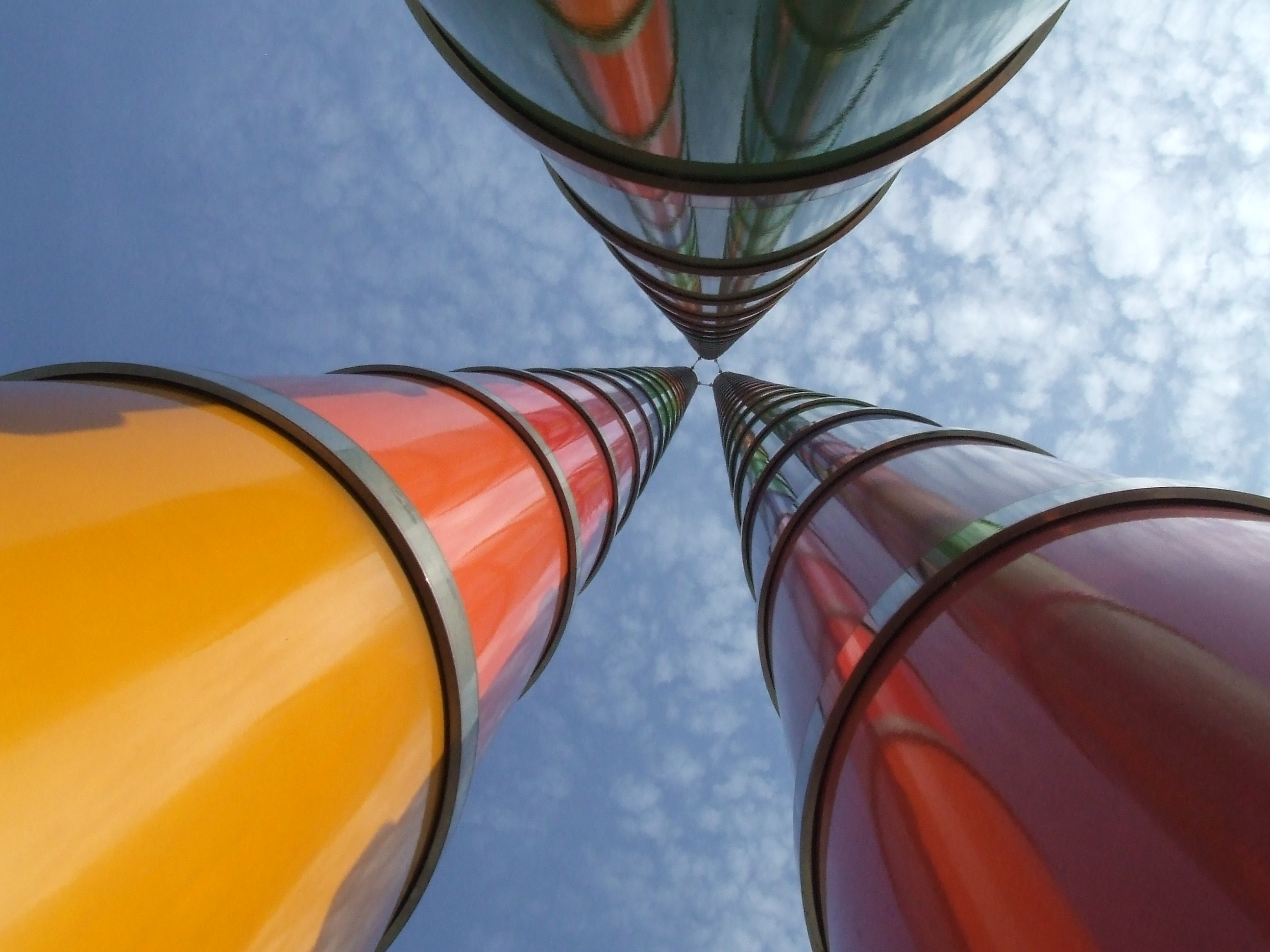
Von innen nach oben fotografiert